# Asz-Szaffáh abbászida kalifa
Asz-Szaffáh (arab betűkkel السفاح – as-Saffāḥ), eredeti nevén Abu l-Abbász Abdalláh ibn Muhammad (arabul أبو العباس عبد الله بن محمد – Abū l-ʿAbbās ʿAbdallāh ibn Muḥammad; Humajma, 722 – 754. június 9.) volt az Abbászida-dinasztia első kalifája. Nevéhez fűződik az ún. abbászida forradalom, az utolsó omajjád, II. Marván megbuktatása és az Omajjád-család nagyjának kiirtása. Ragadványneve, az asz-Szaffáh („vérontó”) is innen ered.

## Az abbászida mozgalom
Abdalláh ibn Muhammad a mekkai Kurajs törzshöz tartozó Hásim nemzetség sarja, Mohamed próféta al-Abbász nevű nagybátyjának ükunokája volt. Születésekor családja a mai Jordánia területén élt egy kicsiny, félreeső oázisban, Humajmában, de a 720-as évektől kezdve aktív propagandát folytattak a Damaszkuszban uralkodó, az iszlám előírásait gyakorta negligáló Omajjádok ellenében. Az első fitna óta létezett ugyanis a folyamatosan terjeszkedő Arab Birodalomban egy, később a síita iszlám magvául szolgáló tömörülés, amely úgy tartotta, hogy a kalifátusnak Mohamed (illetve elsősorban veje, Ali ibn Abi Tálib és lánya, Fátima az-Zahra) közvetlen leszármazottai között kellett, hogy öröklődjön. Az Abbászidák nem voltak Alidák, de kétségkívül az ahl al-bajt, azaz a „ház népe” tagjai voltak, lévén a próféta közeli rokonai. A síiták szemében azzal is erősítették legitimitásukat, hogy állították: a II. fitna során akarata ellenére általuk trónkövetelőként felléptetett Muhammad ibn al-Hanafijja fia, Abu Hásim Abu l-Abbász apjára, Muhammad ibn Alira hagyta családfői jogait.
A tudósítások szerint II. Jazíd alatt kezdődő agitációjuk másik fő célpontja a maváli volt. Az újonnan iszlamizált, ám pénzügyi okokból egészen Hisám kalifa idejéig is másodrendű alattvalóként kezelt réteg elégedetlen volt a megkülönböztetés, a magas adóterhek és alacsony juttatások miatt – Hisám reformjai már elkésettnek bizonyultak ennek orvoslására. Az arabokkal kivételező, épp ezért az iszlám hívei egyenlőségének alapelvét felrúgó Omajjádok ellenében az Abbászidák egyenlőséget hirdettek régi és új muszlimok között. Szervezkedésük színtere a perzsa vidék volt, elsősorban Horászán tartomány, ahol a síiták és a maváli aránya kellőképpen magas volt. Hisám idejére már látványossá vált az Abbászidák aknamunkája, ezért a kalifa több családtagjukkal és hívükkel szemben alkalmazott megtorlást. Súlyosbította a helyzetet a Hisám 743-ban bekövetkező halála után kirobbanó polgárháború az Omajjád-dinasztián belül, melyből végül II. Marván került ki győztesen. Az utolsó omajjád hihetetlen energiával látott trónja stabilizálásához, és számos győzelmet aratott: a nyilvánosság elé kilépő abbászida mozgalom vezetőjét, Abu l-Abbász Abdalláh bátyját, Ibráhím ibn Muhammadot is sikerült elfognia is kivégeztetnie. Ekkor azonban már késő volt.

## A forradalom
Ibráhím nem legidősebb öccsét, Abu Dzsaafart, hanem a nála tíz évvel fiatalabb Abu l-Abbászt jelölte ki örököséül, ő pedig sikeresen levezényelte a hatalomátvételt, melynek hatalmas bázisa volt a muszlim birodalom keleti felében a mervi Abu Muszlim és a kúfai Abu Szaláma vezír szervezésének köszönhetően. A mozgalom 747-ben bontotta ki fekete zászlait Horászánban, és amikor 748-ban elfoglalta Mervet, gyakorlatilag egész Irán az ölükbe hullott. 749-ben a hagyományosan síita központoknak számító iraki területekre (Baszra, Kúfa) is bevonultak. A döntő összecsapásra 750. január 25-én került sor a Nagy-Záb mentén. Az Abu l-Abbász vezette abbászida hadsereg megfutamította Marván katonáit, és állítólag csak az ütközet színhelyén 300 omajjád maradt holtan. A teljes mértékben bázis nélkül maradt Marván kétségbeesett menekülésbe kezdett: Damaszkuszból Palesztinán keresztül Egyiptomba ment, ahol nyáron megtalálták, és egy kisebb csetepatéban meggyilkolták. A kalifátus ezzel Abu l-Abbász ölébe hullott.

## Asz-Szaffáh kalifátusa
Az új dinasztia első tagja kalifaként székhelyét Kúfa városában rendezte be, és legjelentősebb tette a hírhedt mészárlás volt: azokat az Omajjádokat, akiket elért, Abu l-Abbász meghívta egy lakomára, ahol lemészároltatta őket. Nem ez volt azonban az egyetlen gyilkosság, amely a kezéhez tapadt: a túlzottan nagy hatalomra szert tevő, népszerű és befolyásos vezírt, a forradalom szervezésében elévülhetetlen érdemeket szerzett Abu Szalámát 751-ben szintén az ő parancsára végezték ki.
Az újonnan megszerzett birodalom helyzetét Abu l-Abbász nem tudta rövid uralkodása alatt rendezni: a régóta tartó zűrzavart kihasználva a Bizánci Birodalomnak V. Konstantin alatt 752-ben két fontos erődöt sikerült meghódítania Örményországban és Mezopotámiában: Meliténét és Theodosziopoliszt. Abdalláh kalifa tervezte, hogy visszavág, ezért nagybátyja, Abdalláh ibn Ali szíriai emír vezetése alatt nagy hadsereget gyűjtött, amelyet azonban már nem volt alkalma bevetni. Az utókor által vérontónak (asz-Szaffáh) elnevezett kalifa 754-ben hunyt el himlőben. A trónon rövid trónviszályt követően bátyja, Abu Dzsaafar Abdalláh al-Manszúr követte, aki sok tekintetben az Abbászida Kalifátus valódi megalapítójának tekinthető.